# Lista de campeões dos campeonatos de monopostos dos Estados Unidos
Este artigo traz uma lista com todos os pilotos campeões da Formula Indy, que é a principal categoria de automobilismo estadunidense. 
De 1979 a 1995, a chamada Formula Indy tinha seus campeonatos sancionados pela CART (Championship Auto Racing Teams), com exceção das 500 Milhas de Indianápolis, que pertenciam à USAC (United States Auto Club).
Em 1996, a categoria se dividiu em 2 (IRL e CART). Foi formada a Indy Racing League, conhecida como IRL, e a CART, que manteve os principais pilotos e equipes. As corridas da IRL eram realizadas somente em circuitos ovais e exclusivamente em solo americano. E a CART tinha provas fora dos EUA e pilotos de nível internacional. Em 2003, a CART passou a se chamar Champ Car World Series e a IRL começou a ganhar força. Por isso, pouco a pouco a IRL começou a introduzir circuitos mistos e de rua no campeonato.
Em 2008, a Champ Car World Series declarou falência e ambas as partes chegaram a um acordo para transformar as duas categorias em uma única. Desta forma, a partir de 2008 a IRL passa a se chamar IZOD Indy Car.
Dito isso, neste artigo aparecerão a lista de pilotos campeões em todas as categorias acima citadas, levando-se em consideração, porém, que a Indy Racing League (1996 - 2007) foi a categoria que manteve os principais pilotos e equipes.

## Por Temporada

### CART(1979 - 1995) /Indy Racing League(1996 - 2002) /Indycar(2003 - atual)
| Ano     | Campeões                   | Campeões                                  | Campeões     | Campeões      |
| Ano     | Piloto                     | Equipe                                    | Chassis      | Motor         |
| ------- | -------------------------- | ----------------------------------------- | ------------ | ------------- |
| 1979    | Rick Mears                 | Team Penske                               |              |               |
| 1980    | Johnny Rutherford          | Chaparral                                 |              |               |
| 1981    | Rick Mears                 | Team Penske                               |              |               |
| 1982    | Rick Mears                 | Team Penske                               |              |               |
| 1983    | Al Unser                   | Team Penske                               |              |               |
| 1984    | Mario Andretti             | Newman/Haas Racing                        |              |               |
| 1985    | Al Unser                   | Team Penske                               |              |               |
| 1986    | Bobby Rahal                | Truesports                                |              |               |
| 1987    | Bobby Rahal                | Truesports                                |              |               |
| 1988    | Danny Sullivan             | Team Penske                               |              |               |
| 1989    | Emerson Fittipaldi         | Team Patrick                              |              |               |
| 1990    | Al Unser, Jr.              | Galles                                    |              |               |
| 1991    | Michael Andretti           | Newman/Haas Racing                        |              |               |
| 1992    | Bobby Rahal                | Rahal-Hogan                               |              |               |
| 1993    | Nigel Mansell              | Newman/Haas Racing                        |              |               |
| 1994    | Al Unser, Jr.              | Team Penske                               |              |               |
| 1995    | Jacques Villeneuve         | Green                                     |              |               |
| 1996    | Scott Sharp & Buzz Calkins | A.J. Foyt Enterprises Bradley Motorsports | Lola Reynard | Ford-Cosworth |
| 1996-97 | Tony Stewart               | Team Menard                               | G-Force      | Oldsmobile    |
| 1998    | Kenny Bräck                | A.J. Foyt Enterprises                     | Dallara      | Oldsmobile    |
| 1999    | Greg Ray                   | Team Menard                               | Dallara      | Oldsmobile    |
| 2000    | Buddy Lazier               | Hemelgarn Racing                          | Dallara      | Oldsmobile    |
| 2001    | Sam Hornish, Jr.           | Panther Racing                            | Dallara      | Oldsmobile    |
| 2002    | Sam Hornish, Jr.           | Panther Racing                            | Dallara      | Chevrolet     |
| 2003    | Scott Dixon                | Chip Ganassi Racing                       | G-Force      | Toyota        |
| 2004    | Tony Kanaan                | Andretti Green Racing                     | Dallara      | Honda         |
| 2005    | Dan Wheldon                | Andretti Green Racing                     | Dallara      | Honda         |
| 2006    | Sam Hornish, Jr.           | Penske Racing                             | Dallara      | Honda         |
| 2007    | Dario Franchitti           | Andretti Green Racing                     | Dallara      | Honda         |
| 2008    | Scott Dixon                | Chip Ganassi Racing                       | Dallara      | Honda         |
| 2009    | Dario Franchitti           | Chip Ganassi Racing                       | Dallara      | Honda         |
| 2010    | Dario Franchitti           | Chip Ganassi Racing                       | Dallara      | Honda         |
| 2011    | Dario Franchitti           | Chip Ganassi Racing                       | Dallara      | Honda         |
| 2012    | Ryan Hunter-Reay           | Andretti Autosport                        | Dallara      | Chevrolet     |
| 2013    | Scott Dixon                | Chip Ganassi Racing                       | Dallara      | Honda         |
| 2014    | Will Power                 | Team Penske                               | Dallara      | Chevrolet     |
| 2015    | Scott Dixon                | Chip Ganassi Racing                       | Dallara      | Chevrolet     |
| 2016    | Simon Pagenaud             | Team Penske                               | Dallara      | Chevrolet     |
| 2017    | Josef Newgarden            | Team Penske                               | Dallara      | Chevrolet     |
| 2018    | Scott Dixon                | Chip Ganassi                              | Dallara      | Honda         |
| 2019    | Josef Newgarden            | Team Penske                               | Dallara      | Chevrolet     |

### Champ Car World Series
| Ano           | Campeão            | Equipe                     | Vice-Campeão    | Equipe             | Novato do Ano     | Equipe           |
| ------------- | ------------------ | -------------------------- | --------------- | ------------------ | ----------------- | ---------------- |
| 2007 Detalhes | Sébastien Bourdais | Newman/Haas/Lanigan Racing | Justin Wilson   | RuSport            | Robert Doornbos   | Minardi Team USA |
| 2006 Detalhes | Sébastien Bourdais | Newman/Haas Racing         | Justin Wilson   | RuSport            | Will Power        | Team Australia   |
| 2005 Detalhes | Sébastien Bourdais | Newman/Haas Racing         | Oriol Servia    | Newman/Haas Racing | Timo Glock        | Rocketsports     |
| 2004 Detalhes | Sébastien Bourdais | Newman/Haas Racing         | Bruno Junqueira | Newman/Haas Racing | A.J. Allmendinger | RuSport          |

### CART
| Ano           | Campeão            | Equipe              | Vice-Campeão     | Equipe              | Novato do Ano      | Equipe              |
| ------------- | ------------------ | ------------------- | ---------------- | ------------------- | ------------------ | ------------------- |
| 2003 Detalhes | Paul Tracy         | Forsythe Racing     | Bruno Junqueira  | Newman/Haas Racing  | Sébastien Bourdais | Newman/Haas Racing  |
| 2002 Detalhes | Cristiano da Matta | Newman/Haas Racing  | Bruno Junqueira  | Chip Ganassi Racing | Mario Dominguez    | Herdez              |
| 2001 Detalhes | Gil de Ferran      | Penske Racing       | Kenny Bräck      | Team Rahal          | Scott Dixon        | PacWest             |
| 2000 Detalhes | Gil de Ferran      | Penske Racing       | Adrián Fernández | Team Patrick        | Kenny Bräck        | Team Rahal          |
| 1999 Detalhes | Juan Pablo Montoya | Chip Ganassi Racing | Dario Franchitti | Team Green          | Juan Pablo Montoya | Chip Ganassi Racing |
| 1998 Detalhes | Alessandro Zanardi | Chip Ganassi Racing | Jimmy Vasser     | Chip Ganassi Racing | Tony Kanaan        | Team Tasman         |
| 1997 Detalhes | Alessandro Zanardi | Chip Ganassi Racing | Gil de Ferran    | Walker Racing       | Patrick Carpentier | Bettenhausen        |
| 1996 Detalhes | Jimmy Vasser       | Chip Ganassi Racing | Michael Andretti | Newman/Haas Racing  | Alessandro Zanardi | Chip Ganassi Racing |

## Ver Também
- Lista de pilotos campeões da Formula Indy e da Formula 1